# Юпітер п'ять
«Юпітер п'ять» («Юпітер п'ятий», «Юпітер-5», англ. Jupiter Five) — це науково-фантастичне оповідання британського письменника Артура Кларка, яке вперше було опубліковано в журналі If у 1953 році. Воно знову з'явилося в збірнику коротких оповідань Кларка «Досягти завтра» в 1956 році і розповідає про виявлення і дослідження старого космічного корабля за межами Сонячної системи.

## Сюжет
Професор Форстер — видатний вчений в експедиції на космічному кораблі «Арнольд Тойнбі». Він визначає, що самий внутрішній супутник Юпітера, Юпітер V, є припаркованим космічним кораблем з «X Культури», древньої раси рептилій за межами Сонячної системи. Культура X співіснувала з комахами-марсіанами і розселила менш кам'янисті планети і місяці по всій Сонячній системі, крім Місяця ЗЕМЛІ. Виявлено, що  Юпітер V є металевим сферичним транспортним засобом діаметром 30 кілометрів. Він містить художню галерею з мільйонами експонатів. Одним з предметів мистецтва є зображення члена Культури X, яке Форстер охрестив «Послом».
Стає ясно, що «Посол» був призначений виключно для людства. Культура X передбачила, що розумне життя буде розвиватися на Землі і в кінцевому підсумку досягне космічного польоту; статуя — це повідомлення-привітання і добра воля, що охоплює прірву часу між древнім зникненням її творців і прибуттям космічних мандрівників з Землі.
Приходить науковий співробітник Рендольф Мейс зі своїм пілотом і секретарем. Форстер використовує лазівку в космічному праві і заявляє про свої права на порятунок Юпітера V від імені Всесвітньої наукової організації. Мейс намагається вкрасти «Посла» та інші предмети мистецтва, але Форстер повертає товариша Мейса проти нього, змушуючи його повернути вкрадені речі.

## Роль оповідання у творчості Кларка
За словами Дейвіда Н. Самуельсона, «Юпітер п'ять» належить до «нечисленних спроб Кларка у жанрі мелодрами», як і його короткі твори «Зрив напруги» (1949) і «Ангел-охоронець» (1950). Таким чином, оповідання являє собою один з небагатьох випадків, коли Кларк подолав своє «небажання розповідати традиційну історію пригодницького бойовика у целюлозній традиції» через «свої літературні уподобання і бажання применшити бездумний романтизм, очевидний у таких оповіданнях». The work is of a rather insignificant literary meaning.[прояснити]

## Вплив
Ідея артефакту, який космічна інопланетна раса залишила для людей, щоб вони знайшли його після того, як почнуть космічні польоти, також з'явлається в оповіданні 1948 року «Страж» (опубліковане 1951) про відкриття стародавнього артефакту на Місяці, що стало основою для «Космічної Одіссеї 2001 року», роману 1968 року та фільму, створених у партнерстві з режисером Стенлі Кубриком. Проте тут виводиться з сюжету (як у «Стражі») або прямо зазначається (як в «Одіссеї»), що артефакти слугують попередженням про те, що люди уже в космосі.
У ранніх чернетках роману 2001 року місяць Юпітер V був місцем розташування Зоряних Воріт, замість Япета, як у фінальній версії роману, з поясненням, що Юпітер V штучно виготовили і вивели на його точну орбіту будівельники Зоряних Воріт.
Оповідання «Юпітер п'ять» надихнуло Пола Пройса на створення книги «Діамантовий місяць», п'ятого роману у серії «Венера прайм».